# Audiència Provincial d'Àlaba
L'Audiència Provincial d'Àlaba és un tribunal de justícia que exerceix la seva jurisdicció sobre la província d'Àlaba.
Coneix d'assumptes civils i penals. Compta amb dues seccions: una civil i una penal.
La seva seu es troba al Palau de Justícia de Vitòria de la capital alabesa. L'actual presidenta de l'Audiència Provincial d'Àlaba és, des de 2010, Mercedes Guerrero.